# Stazione di Gomo
La stazione di Gomo (고모역 - 顧母驛 Gomo-yeok) è una stazione ferroviaria di Taegu, si trova nel quartiere di Suseong-gu ed è servita dalla linea Gyeongbu della Korail. La stazione non è utilizzata al momento da alcun servizio passeggeri.

## Linee
Korail
■ Linea Gyeongbu
■ Linea Taegu